# Maddalena penitente (Tiziano San Pietroburgo)
La Maddalena penitente è un dipinto a olio su tavola di Tiziano, databile al 1565 e conservato nel museo dell'Ermitage di San Pietroburgo. A differenza della versione del 1531, ora la Maddalena non appare più nuda; un vaso è stato introdotto, insieme ad un libro aperto e ad un teschio come memento mori. Il colore ha acquisito una maggior maturità, con colori in armonia con il personaggio. Lo sfondo è un cielo inondato dai raggi del sole al tramonto, con una roccia scura a contrastare con la luminosa figura di Maria.